# Cobrex Trans
Cobrex Trans war eine rumänische Fluggesellschaft mit Sitz in Brașov, die im Jahr 1994 gegründet wurde.

## Geschichte
Cobrex Trans wurde 1994 in Brasov gegründet und nahm den Flugbetrieb mit Robinson 22 und Robinson 44 Hubschraubern auf. Im Laufe der Jahre wurden auch Bell 206L1, Ecureuill AS 350B2 und AS 350B3, EC 120 und AS 365 Dauphin betrieben. Diese konnten für verschiedene Zwecke gechartert werden, außerdem wurden diese auch für Einsätze in Gebirgen oder für medizinische Flüge eingesetzt.
Im September 2016 übernahm Cobrex Trans ihre erste Boeing 737-300, welche vorwiegend kurzfristig im Subcharter für andere Fluggesellschaften eingesetzt wurde. Zu den Kunden zählen unter anderem Sundair, Germania, Smartwings und die TUI Airlines.
Die Gesellschaft stellte am 9. Februar 2020 ihren Betrieb ein.

## Flotte
Mit Stand August 2019 bestand die Flotte der Cobrex Trans aus einem Flugzeug mit einem Alter von 27,4 Jahren und einem Helikopter:
| Flugzeugtyp         | Luftfahrzeugkennzeichen | Anmerkungen | Sitzplätze |
| ------------------- | ----------------------- | ----------- | ---------- |
| Boeing 737-300      | YR-CBK                  |             | 148        |
| Eurocopter AS 365N1 | YR-CBB                  |             |            |